# Fimbraria yoshinagana
Fimbraria yoshinagana là một loài rêu trong họ Aytoniaceae. Loài này được Horik. mô tả khoa học đầu tiên năm 1929.